# Scutellaria dumetorum
Scutellaria dumetorum är en kransblommig växtart som beskrevs av Diederich Franz Leonhard von Schlechtendal. Scutellaria dumetorum ingår i Frossörtssläktet som ingår i familjen kransblommiga växter. Inga underarter finns listade i Catalogue of Life.